# كردستان العثمانية
تشير كردستان العثمانية إلى مناطق كردستان التي كانت جزءا من الدولة العثمانية. خلال ذروة الإمبراطورية العثمانية، سيطروا على كل كردستان تركيا الحديثة وكردستان العراق بالإضافة إلى جزء صغير من كردستان إيران وكردستان سوريا. استخدم المسؤولون العثمانيون مصطلح "كردستان" بانتظام للإشارة إلى مناطقها حيث كان الأكراد أغلبية، وتم تضمينه في العديد من الخرائط.

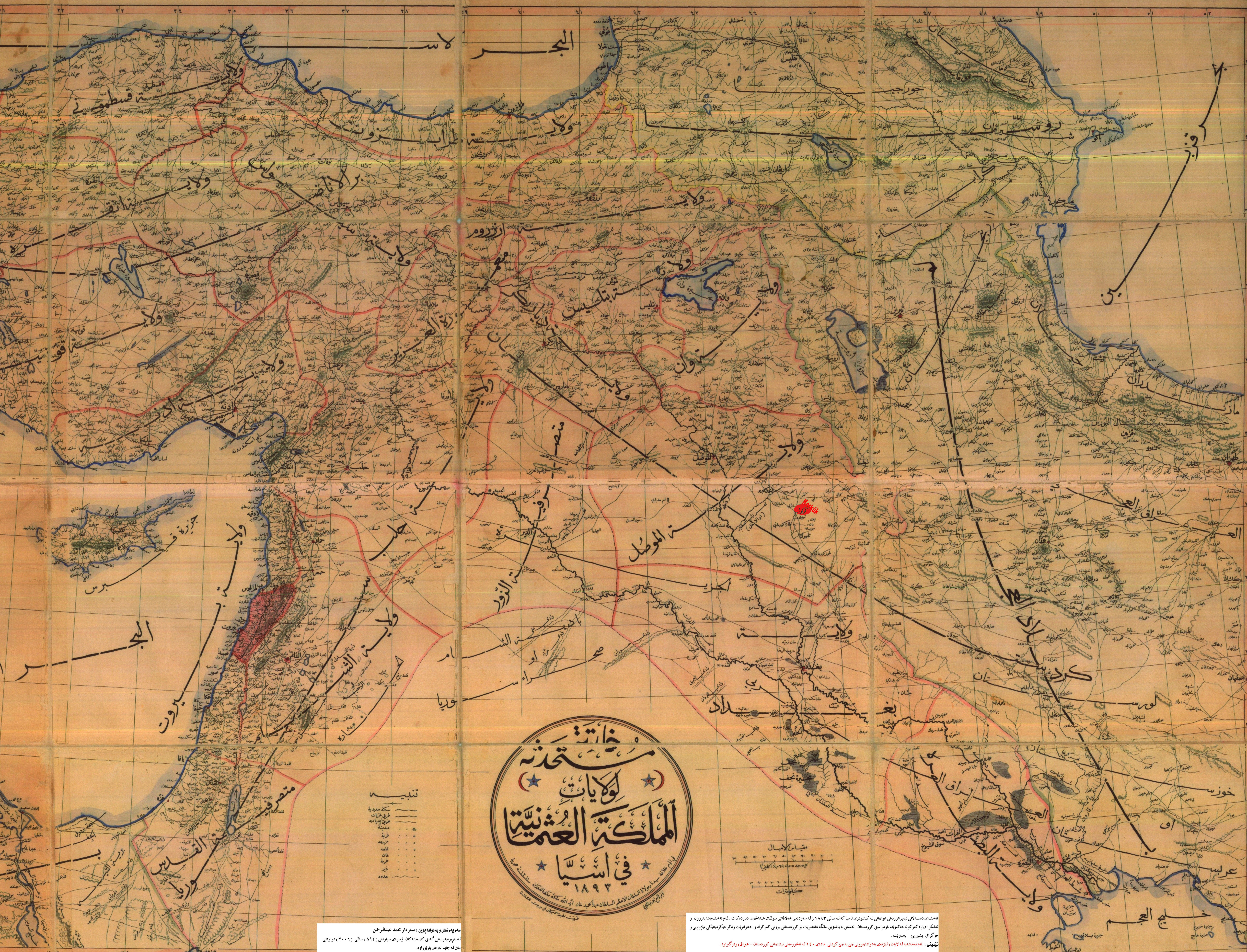
خريطة عثمانية رسمية مطبوعة في عام 1893، في عهد عبد الحميد الثاني، تظهر أراضي الإمبراطورية. في منتصف الخريطة توجد كلمة کردستان، وتمتد عبر غرب إيران وشمال العراق وجنوب شرق الأناضول والجزيرة الفراتية.

## تاريخ

### قبل العثمانيين
كان معظم كردستان العثمانية يسيطر عليها الدولة الصفوية سابقا. كان الأكراد أقلية سنية مضطهدة في الإمبراطورية الصفوية وكان لديهم صراع طويل معهم. لم يستخدم الأكراد، على عكس الفرس والأذر، الأسلحة النارية في كثير من الأحيان واستخدموا السيوف فقط. حتى في القرن التاسع عشر عندما أصبحت الأسلحة النارية شائعة بشكل كبير، لم يستخدمها العديد من الأكراد لأنهم رأوا أنها غير رسانية. تم ترحيل العديد من السكان الأكراد في الإمبراطورية الصفوية التي كانت على حدود الإمبراطورية العثمانية بالقوة إلى أجزاء أخرى من إيران أو قتلوا. مع تقدم العثمانيين بشكل أعمق في المناطق الصفوية، تعرضت جميع المناطق الكردية في جنوب شرق الأناضول الصفوية لأعمال النهب والترحيل الرهيبة بسبب الخوف من التعاون الكردي مع العثمانيين. استمرت الصراعات الصفوية والكردية حتى تمكن الأكراد تحت قيادة إدريس البدليسي من مساعدة العثمانيين على الاستيلاء على شرق الأناضول وشمال العراق وجزء صغير من غرب إيران.

### زمان العثمانيين
في عام 1514، خلال معركة جالديران، تعاون الأكراد مع الغزاة العثمانيين ضد الصفويين. فاز العثمانيون بالمعركة وضموا المناطق ذات الأغلبية الكردية في شرق الأناضول وشمال العراق إلى إمبراطوريتهم، واعتبرت تلك المناطق كردستان العثمانية.
تم الاعتزاز بكردستان كحاجز يحمي الإمبراطورية العثمانية من الصفويين، حيث قال مراد الرابع "لقد خلق الله كردستان لحماية إمبراطوريتي مثل حاجز قوي وقلعة حديدية ضد أذى إيران الشريرة. القادة الأكراد هم أصدقاء مخلصون وحقيقيون لـ الدولة العثمانية، وقد قدموا خدمات متنوعة جديرة بالثناء للعرش من العصور العليا لأسلافنا العظماء، وبذلوا جهودًا لا تحصى، لذلك فإن الجهد لحماية الإمبراطورية يتطلب معاملتهم باحترام ورعاية.
من القرن السادس عشر إلى القرن التاسع عشر، تشكلت إمارات كردية صغيرة مختلفة تتمتع بالحكم الذاتي داخل كردستان العثمانية. كانت الإمارات الكردية قبلية ودائما ما كانت لديها منافسات مع الإمارات التي تقودها قبائل أخرى. تم إنشاء معظم الإمارات الكردية وحلها في مناطق إية ديار بكر. ومع ذلك، كانت هناك إمارات كردية أخرى خارج ديار بكر. من بين الإمارات كانت أردالان، وبهدينان، وبابان، وبيتليس، وبوهتان، وبرادوست، وديملي، وهكاري، ومنطقة حسن كيف، وكيليس، ومكريان، وبازوكي، وسوران. سمح العثمانيون للإمارات الكردية بالوجود لأنها لا تشكل تهديدا على العثمانيين. في عشرينيات القرن التاسع عشر، وضع العثمانيون الإمارات الكردية، بالإضافة إلى كيانات مستقلة أخرى في جميع أنحاء الإمبراطورية، تحت السيطرة المباشرة.
في الإمبراطورية العثمانية، كانت كلمة "كردستان" تستخدم دائما للإشارة إلى المنطقة الجغرافية التي شكل فيها الأكراد الأغلبية، سواء داخل أراضي الإمبراطورية العثمانية أو خارجها. في رسالة أرسلها سليمان القانوني إلى هنري الثاني ملك فرنسا، أدرج سليمان اسم مختلف الأراضي الخاضعة للسيطرة العثمانية، وأدرج كردستان كواحدة منها.
تشكلت إيالة كردستان في عام 1846 وأصبحت أول كيان سياسي يحمل اسم كردستان.
في طبعة عام 1882 من "لغات التاريخية و جغرافية"، ذكرت أن "كردستان العثمانية" (بالتركية العثمانية: کردستان عثمانی) كانت الأراضي "بين أرمينيا والجزيرة وعراق العرب وعجمستان. يبلغ طوله ثلاثمائة وثمانين كيلومترا، وأربعمائة كيلومتر، ويشمل الجبال العالية والوديان الخصبة."وفقا لنفس المصدر، تمت الإشارة إلى الجزء الذي تسيطر عليه إيران من كردستان على أنه "يقع غرب أذربيجان، وشمال غرب عراق العجم، وشمال الاحواز، وشرق كردستان العثمانية. يبلغ طوله ثلاثمائة وسبعين كيلومترا، وعرضه مائتان وخمسة وعشرين كيلومترا وأربعمائة ألف شخص، ومركزه هو كرمانشاه."

في قاموس الاعلام (التركية العثمانية: قوموس الاعلام)، الذي يعتبر أول قاموسوعي تركي، ينشر في عام 1896، توصف كردستان على النحو التالي:
"ممتد كردستان من شواطئ بحيرة أرومية وبحيرة فان إلى مصادر نهر الكرخة ونهر ديالى وسرير تدفق نهر دجلة، وحدودها نحو الشمال الغربي، بعد تدفق نهر دجلة، لتصل إلى سرير كاراسو الذي يشكل الفرات ومن هناك إلى الشمال، إلى خط فصل المياه الذي يفصل حوض آراس عن حوض الفرات ودجلة. في الإمبراطورية العثمانية، تعتبر معظم إيالة الموصل، أي الأماكن على يسار دجلة، وإياليت فان وبيتليس وولاية ديار بكر والعزيز وولاية درسيم من كردستان. في إيران، المقاطعة المعروفة باسم كردستان ونصف مقاطعة أذربيجان، أي الجزء الجنوبي الغربي إذا كان، هو كردستان. وبالتالي، تحد كردستان أذربيجان من الشمال الشرقي، وعراق العجم من الشرق، ولوريستان وعراق العرب من الجنوب، وبلاد ما بين النهرين من الجنوب، والأناضول من الشمال الغربي."
كما أنه مكتوب في سفر اولياء الجلبي على النحو التالي (القرن السابع عشر):
"كردستان منطقة كبيرة. يعتبر سبعون جزءا منها ويتم إبعادها عن أرضروم وفان وهكاري وسيزري وإمادية والموصل وشيشريزور وهارير وأرديلان وديرني وديرتنغ. إذا لم تكن تلك القبائل الكردية الستة آلاف حاجزا قويا في هذه الجبال العالية بين العراق العربي والإمبراطورية العثمانية، فسيكون من السهل جدا على شعب بلاد فارس غزو الأناضول."

### بعد العثمانيين
على الرغم من أن كلمة كردستان كانت تستخدم بشكل طبيعي في الفترة العثمانية، بعد تفكك الإمبراطورية العثمانية وإنشاء جمهورية تركيا الحديثة من قبل القومي العلماني كمال أتاتورك والكماليين، تمت إزالة كلمة "كردستان" من الاستخدام الرسمي وأصبحت من المحرمات.أصبح استخدام كلمة "كردستان" بشكل عام مقيدا. أدت السياسات القومية التركية إلى زيادة القومية الكردية التي أدت إلى انتفاضات مختلفة مثل ثورة الشيخ سعيد وتمرد درسيم وتمرد كوجيري وبعد ذلك الصراع التركي الكردي المستمر.

## انضر ايضا
- أكراد عثمانيون